# Emerald Lake (Lassen Peak)
Emerald Lake is een klein zoetwatermeer bij Lassen Peak in Lassen Volcanic National Park. Het ligt in Shasta County, in het noordoosten van de Amerikaanse staat Californië. Emerald Lake bevindt zich ongeveer een halve kilometer ten westen van Lake Helen. California State Route 89 loopt langs de oostelijke oever van het meertje.
Het bekken van Emerald Lake is, net zoals dat van Lake Helen, een door een gletsjer gevormd keteldal.
Bootjes zijn er niet toegelaten.